# Monte Cavallo (Orobie)
Il monte Cavallo è una montagna delle Alpi Orobie alta 2.323 m s.l.m.. Il versante est del monte ospita gli impianti di risalita di San Simone, mentre il lato ovest è frequentato in inverno da scialpinisti.

## Caratteristiche
Il monte è situato sulle Alpi Orobie lungo la dorsale che collega il monte Pegherolo al pizzo Rotondo, in alta Val Brembana (provincia di Bergamo). La metà occidentale del monte è nel territorio del comune di Mezzoldo mentre la metà orientale è nel comune di Valleve.
Ha la forma di piramide appiattita su due lati: il lato est, che è composto da pietraie, e il lato ovest che invece è composto da depositi di terreno ed è quindi più ricco di vegetazione.

## Accessi
La via più rapida per raggiungere la vetta parte da San Simone, frazione di Valleve, dove si prende il sentiero per la baita del Camoscio (strada carrabile) e, in prossimità della baita, ci si dirige ad ovest lungo il sentiero che sale verso il passo di San Simone. Prima di attraversare il passo si prende il sentiero sulla sinistra in direzione monte Pegherolo/monte Cavallo e si prosegue fino alla deviazione che, verso destra, conduce alla vetta.
Un'altra via d'accesso prevede la risalita dalla Madonna delle Nevi attraverso un sentiero più lungo ma più sicuro.